# Pseudonapomyza domestica
Pseudonapomyza domestica är en tvåvingeart som beskrevs av Singh och Ipe 1973. Pseudonapomyza domestica ingår i släktet Pseudonapomyza och familjen minerarflugor. Inga underarter finns listade i Catalogue of Life.